# Limnophyes kaminovus
Limnophyes kaminovus är en tvåvingeart som beskrevs av Sasa och Hirabayashi 1993. Limnophyes kaminovus ingår i släktet Limnophyes och familjen fjädermyggor. Inga underarter finns listade i Catalogue of Life.